# アヌパマ・チョープラー
アヌパマ・チョープラー（Anupama Chopra、1967年2月27日 - ）は、インドの作家、ジャーナリスト、映画批評家。ムンバイ映画祭開催委員長、デジタル映画サイト「フィルム・コンパニオン」の司会者を務めている。インド映画に関する書籍を執筆しており、ニューデリー・テレビジョン、『インディア・トゥデイ』、『ヒンドゥスタン・タイムズ』で映画批評家として活動している。また、スター・ワールドで映画批評番組「The Front Row With Anupama Chopra」を主催している。2000に執筆した『Sholay: The Making of a Classic』で国家映画賞 映画書籍賞を受賞した。

## 生い立ち
西ベンガル州コルカタで「アヌパマ・チャンドラ(Anupama Chandra)」として生まれ、ウッタル・プラデーシュ州バダーユーンで育った。アヌパマは兄妹と共にムンバイに移住し、ネピアン・シー・ロードを経てカフ・パレードに居住し、10代のころ数年間香港で生活している。1987年にムンバイのセント・ザバーズ大学を卒業し、英文学の学位を取得している。その後はノースウェスタン大学のジャーナリズムスクールでジャーナリズムの修士号を取得した。

## キャリア
大学を卒業後、アヌパマは映画批評家として活動し、ボリウッド関連の書籍を多数執筆している。彼女は1993年にキャリアを始めて以来、書籍やテレビ、デジタル配信など様々な媒体で活動しており、最初に執筆した『Sholay: The Making of a Classic』は第48回国家映画賞で映画書籍賞を受賞した。2002年には英国映画協会から『Dilwale Dulhaniya Le Jayenge』が出版され、2007年に執筆した『King of Bollywood : Shah Rukh Khan and the seductive world of Indian cinema』は『ニューヨーク・タイムズ・ブックレビュー』の「Editor's Choice」リストに掲載された。2011年には彼女の20年間のボリウッド映画に関する記事をまとめた『First Day First Show: Writings from the Bollywood Trenches』が出版された。彼女の記事は、インド最大の英語雑誌である『インディア・トゥデイ』に掲載されている。また、『ニューヨーク・タイムズ』『ロサンゼルス・タイムズ』『バラエティ』『サイト&サウンド』でボリウッド映画の記事を掲載しており、『ヴォーグ・インディア』には映画批評を寄稿している。
この他にニューデリー・テレビジョンで映画批評番組「Picture This」の司会を務めている。2012年から2014年にかけてスター・ワールドで映画批評番組「The Front Row With Anupama Chopra」の司会を務め、2013年にテレビ番組での映画製作者や俳優のインタビューをまとめた『Freeze Frames』、彼女の映画コラムをまとめた『100 Films to See before You Die』をそれぞれ出版している。2014年にスター・プラスで「Star Verdict」の司会を務め、YouTubeではボリウッド映画を批評する「フィルム・コンパニオン」を主催している。2015年にハリウッドとボリウッドの映画製作者、俳優のインタビューをまとめた『The Front Row: Conversation on Cinema』を執筆している。2014年11月からはシャーム・ベネガルの後任として、ムンバイ映画祭の開催委員長を務めている。

## 家族
父ナヴィン・チャンドラはデリー出身でユニオンカーバイドの役員を務め、母カムナ・チャンドラは脚本家として『Prem Rog』『Chandni』に参加した。妹タヌージャー・チャンドラは映画監督・脚本家として活動しており、兄ヴィクラム・チャンドラは小説家としてインド、アメリカ合衆国カリフォルニア州で活動している。
1996年に映画プロデューサーのヴィドゥ・ヴィノード・チョープラーと結婚した。娘ズニ・チョープラーは作家として活動しており、息子アグニ・デーヴ・チョープラーはクリケット選手として活動している。

## ビブリオグラフィ
- Sholay: The Making of a Classic. Penguin Books, 2000. ISBN 014029970X.
- Dilwale Dulhania Le Jayenge (The "Brave-Hearted Will Take the Bride"), British Film Institute, 2002. ISBN 0851709575.
- King of Bollywood : Shah Rukh Khan and the seductive world of Indian cinema. Grand Central Publishing, 2007. ISBN 0446508985.
- First Day First Show: Writings from the Bollywood Trenches. Penguin Books India, 2011. ISBN 0143065947.
- Freeze Frames. Om Books, 2013. ISBN 9381607117.
- 100 Films to See before You Die. BCCL, New Delhi, 2013. ISBN 9382299351.
- The Front Row: Conversation on Cinema. HarperCollins Publishers India, 2015. ISBN 9789351770015.
- In Conversation with the Stars. Rupa Publications, 2019. ISBN 9789353335182